# Pax (mytologie)
Pax je římská bohyně míru. V římské mytologii byla uznána jako bohyně během vlády císaře Augusta. Na Campus Martius jí byl zasvěcen chrám nazvaný Ara Pacis. Další její chrám byl na Forum Pacis. V umění byla zobrazována s olivovými větvemi, rohem hojnosti a žezlem. V řecké mytologii jí odpovídá Eiréné.